# Lepthyphantes garganicus
Lepthyphantes garganicus är en spindelart som beskrevs av Lodovico di Caporiacco 1951. Lepthyphantes garganicus ingår i släktet Lepthyphantes och familjen täckvävarspindlar.
Artens utbredningsområde är Italien. Inga underarter finns listade i Catalogue of Life.